# Carlo Cignani
Carlo Cignani (1628 – 1719) foi um pintor italiano, cujo estilo inovador, íntimo e reflexivo, foi antecessor das obras de Guido Reni e Guercino, bem como de Simone Cantarini. Seu estilo gentil foi uma quebra na maneira mais enérgica de classicismo primitivo da Escola de Bolonha.
Nasceu em Bolonha e estudou com Battista Cairo e, mais tarde, com Francesco Albani.
Foi fortemente influenciado por Correggio e Melozzo da Forlì. Em 1681, Cignani saiu de Parma e voltou para Bolonha, quando abriu a accademia del nudo trabalhando com pinturas que utilizavam modelos e um de seus alunos foi Giuseppe Maria Crespi.
Em 1686, mudou-se para Forlì, onde morreu.
Quando a Accademia Clementina para artistas de Bolonha foi fundada em 1706, Cignani foi postumamente eleito Principe in absencia de forma vitalícia. Seu filho, Felice Cignani (1660–1724), e sobrinho, Paolo Cignani (1709–1764), também foram pintores. Seus alunos mais famosos foram Marcantonio Franceschini, Federico Bencovich, Giacomo Boni, Andrea e Francesco Bondi, Giovanni Girolamo Bonesi, Girolamo Domini, Pietro Donzelli, Francesco Galli, Bonaventura Lamberti, Matteo Zamboni, Camilla Lauteri, Stefano Maria Legnani, Charles Lucy (1692 - 1767), Francesco Mancini, Paolo Antonio Paderna, e Sante Vandi.

## Galeria

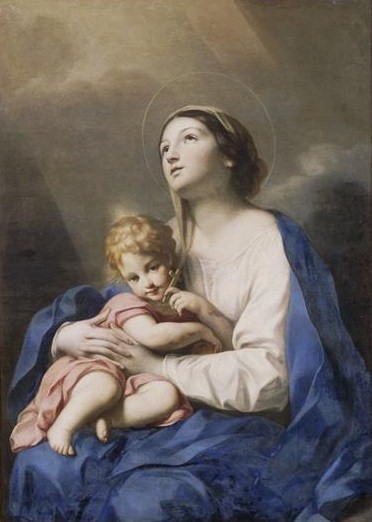
Madonna e Meninoand Child
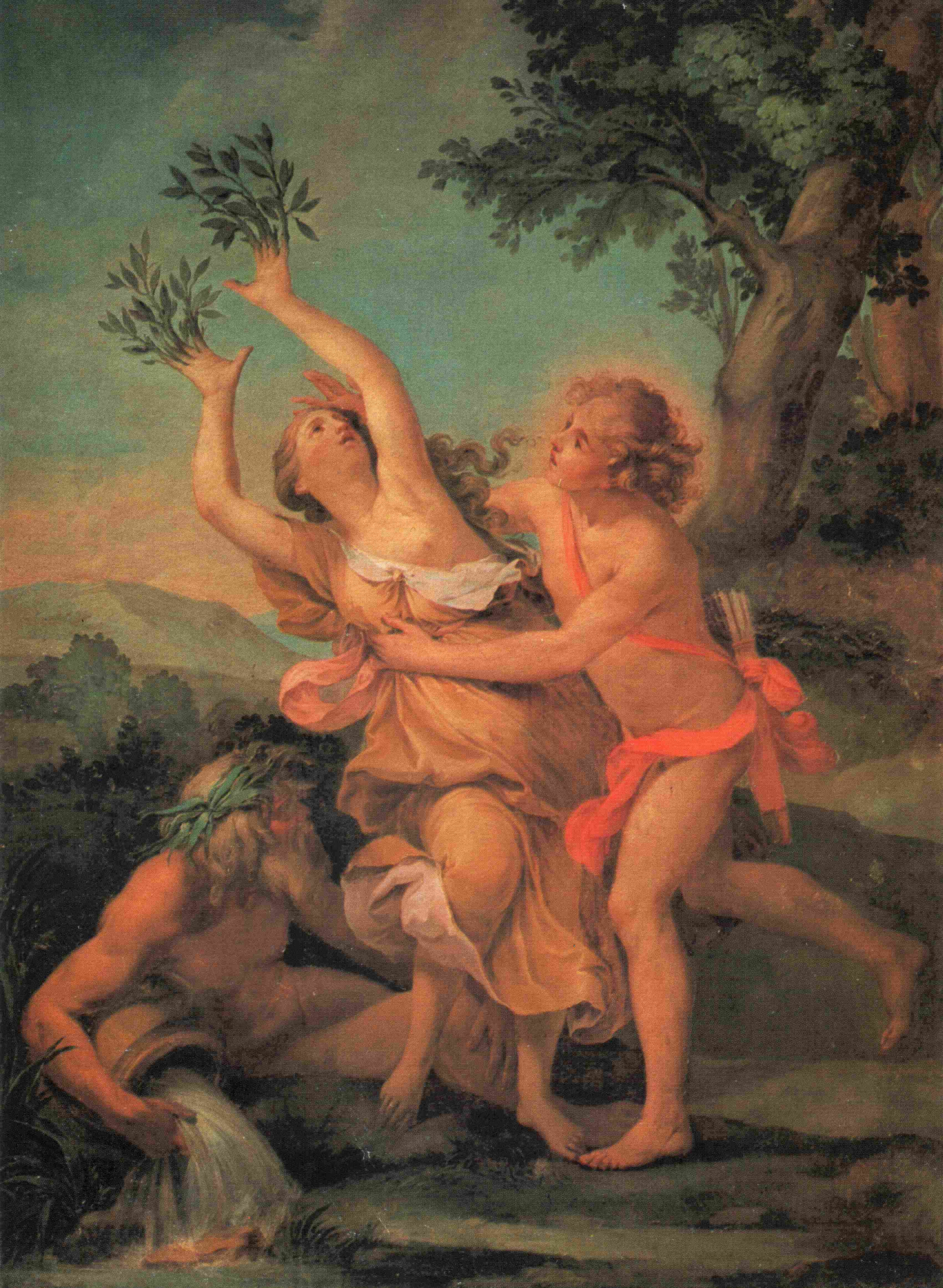
Metamorfose de Dafne
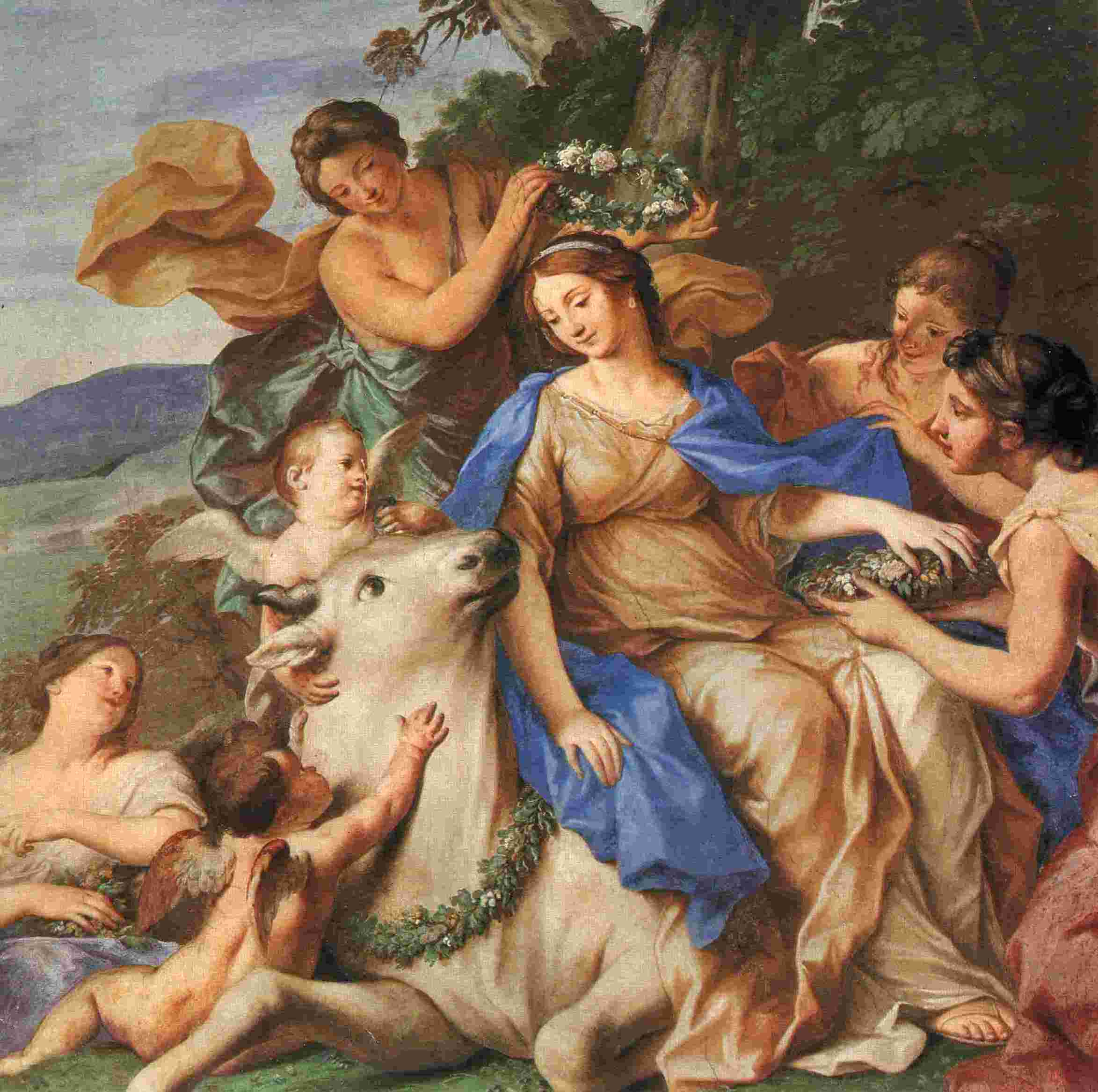
Violação de Europa
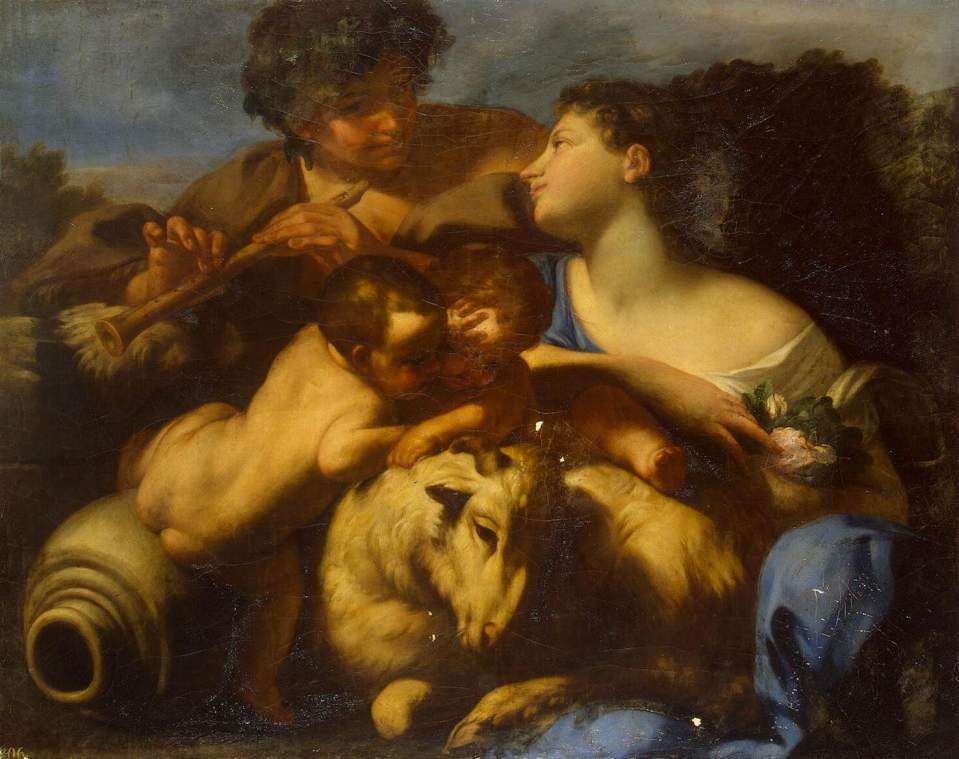
Pastor e Pastora
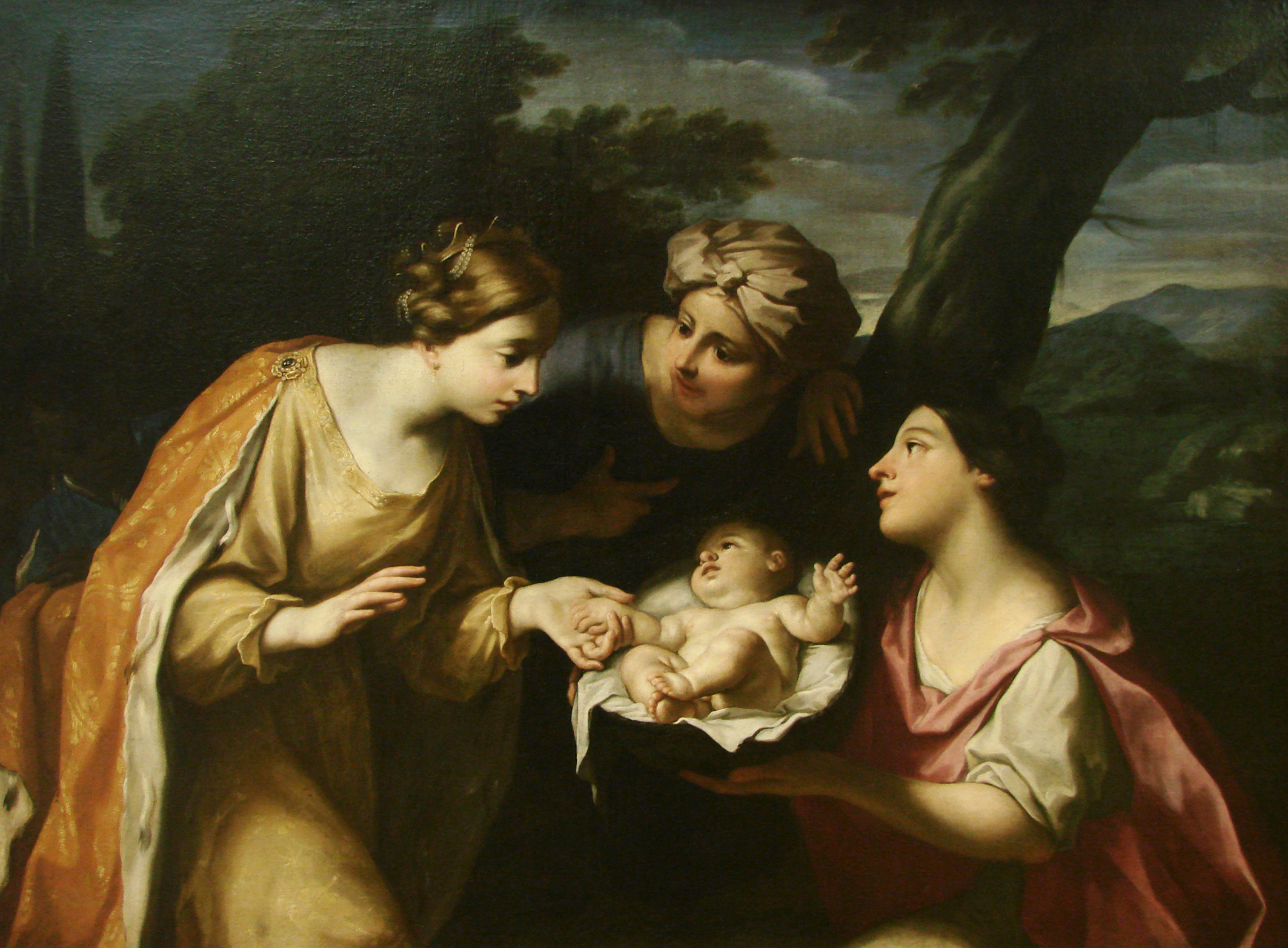
Moisés salvo do rio
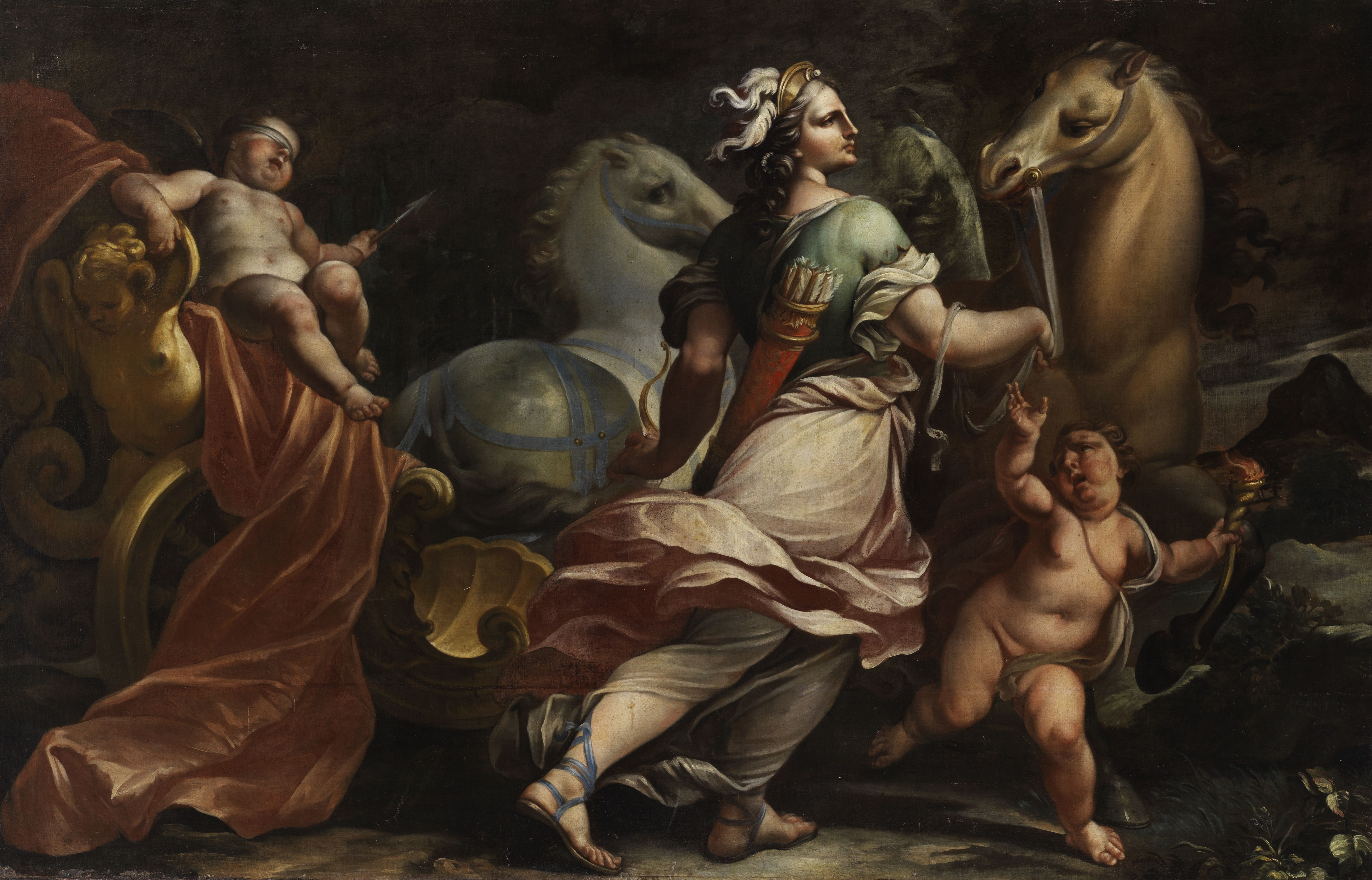
Bellona apaixonada
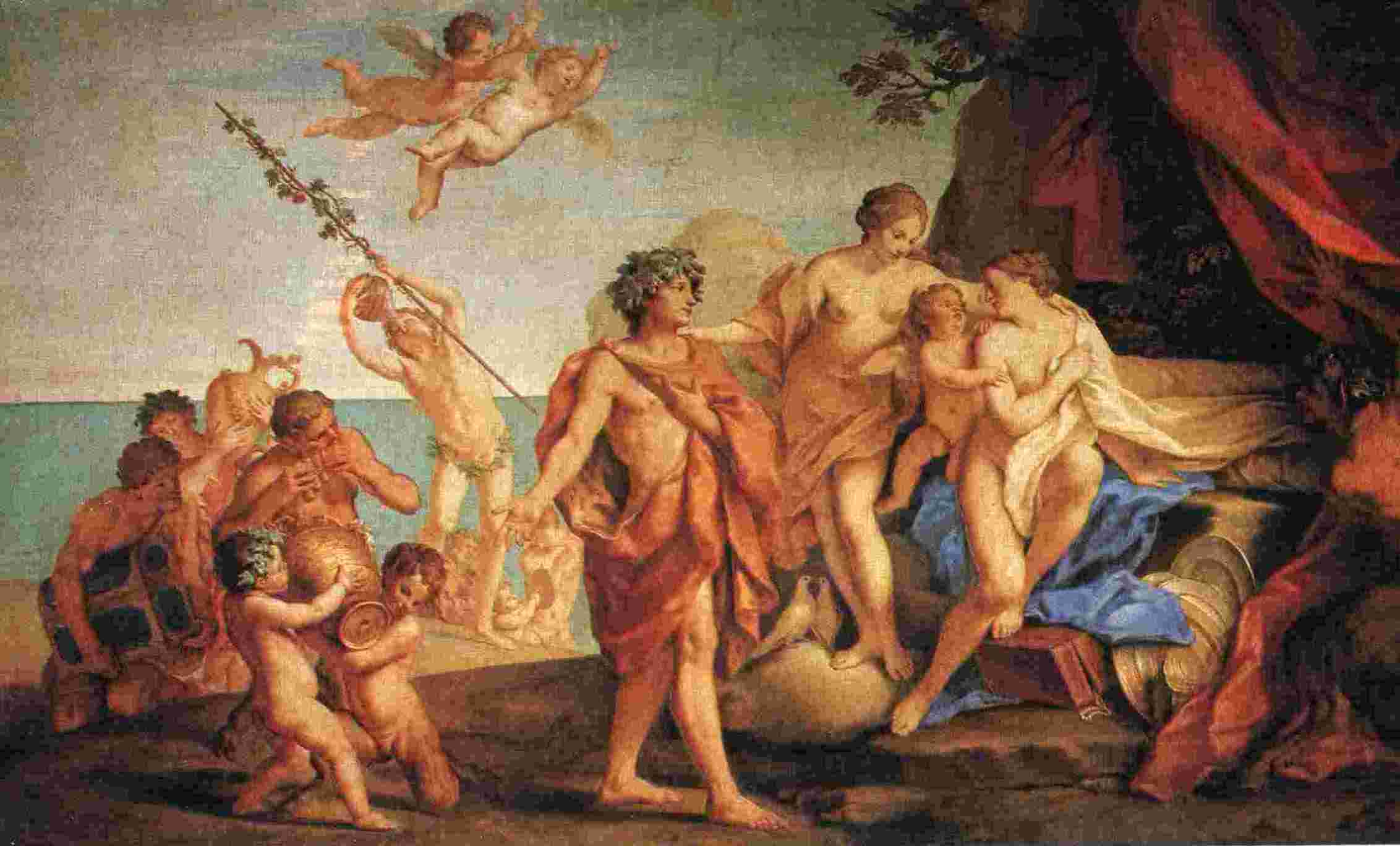
Baco e Ariadne
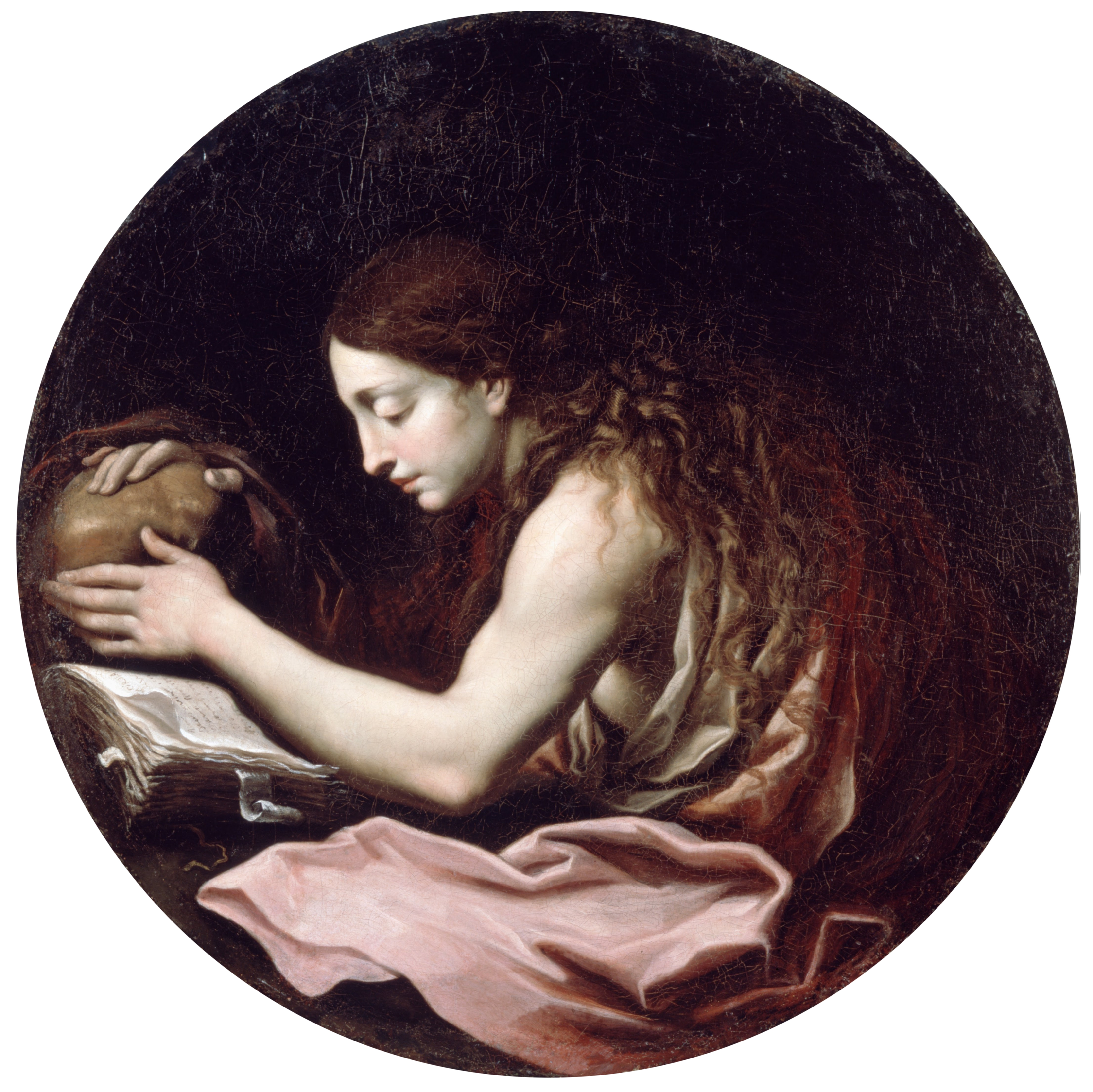
Madalena Penitente